# استفان میتروویچ (بازیکن فوتبال، زاده اوت ۲۰۰۲)
استفان میتروویچ (سیریلیک صربی: Стефан Митровић؛ زادهٔ ۱۵ اوت ۲۰۰۲) بازیکن فوتبال اهل صربستان است.
وی همچنین در تیم‌های ملی فوتبال زیر ۲۰ سال صربستان، زیر ۲۱ سال صربستان، و صربستان بازی کرده‌است.